# Houldizy
Houldizy est une commune française, située dans le département des Ardennes en région Grand Est.

## Géographie

### Localisation
Houldizy est un village ardennais situé à :
- Charleville-Mézières (chef-lieu) 10 min pour 5 km
- Paris 2 h 20 pour 238 km ou 1 h 40 en TGV
- Bruxelles 1 h 55 pour 149 km
- Luxembourg 1 h 37 pour 149 km

La commune se trouve dans l'aire d'attraction de Charleville-Mézières, ainsi que dans sa zone d'emploi et dans son bassin de vie.

### Communes limitrophes
Les communes limitrophes sont  Arreux, Damouzy et Tournes.
| Arreux  |          |         |
|         | Houldizy |         |
| Tournes |          | Damouzy |

### Géologie et relief
La superficie de la commune est de 4,62 km2 ; son altitude varie de 165  à   309 mètres.

### Hydrographie
La commune est dans le bassin versant de la Meuse au sein du bassin Rhin-Meuse.
Elle est drainée par le ruisseau de la Bassee et le ruisseau des Sourdrons,.

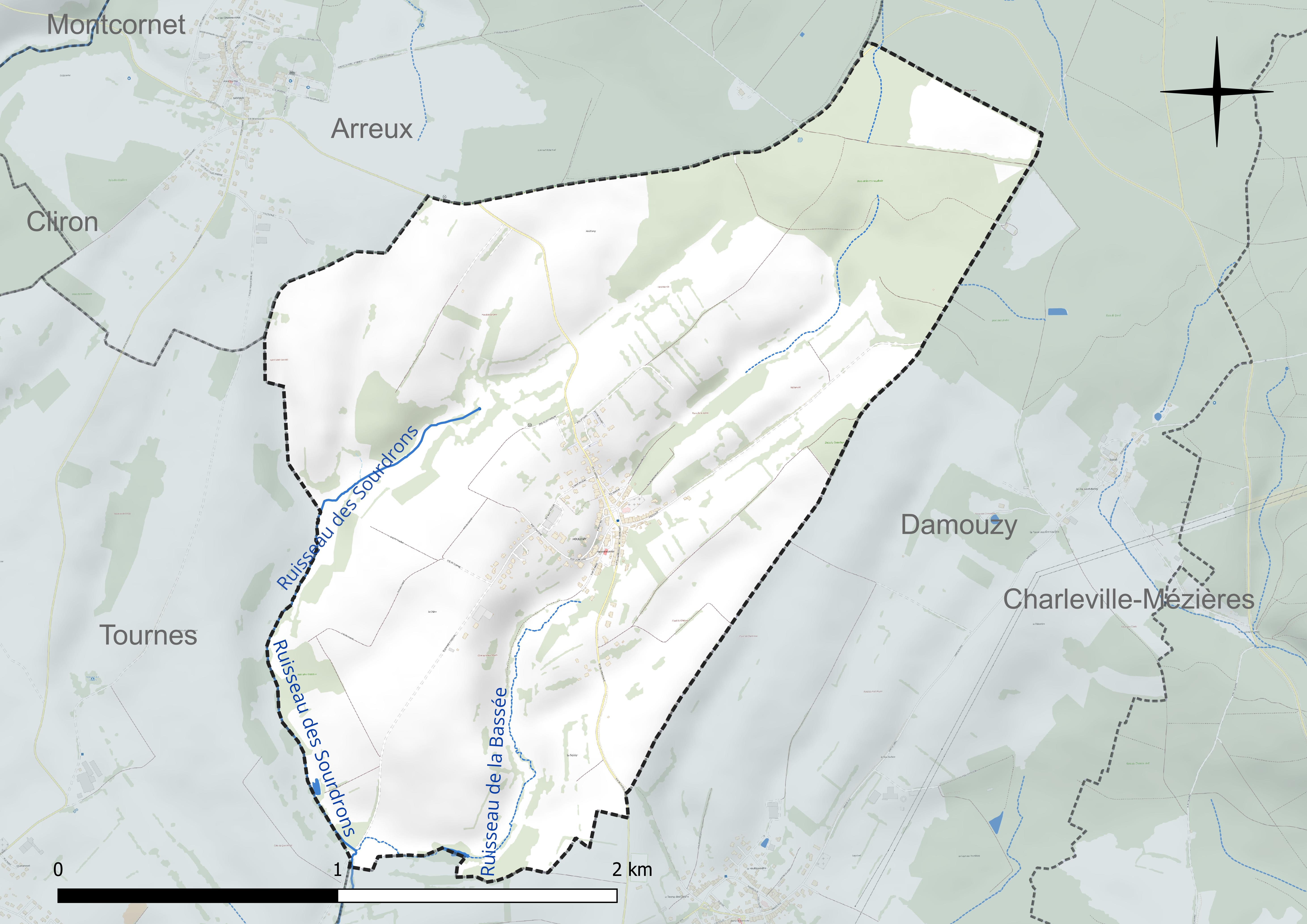
Réseau hydrographique d'Houldizy.

### Climat
Pour des articles plus généraux, voir Climat du Grand Est et Climat des Ardennes.
En 2010, le climat de la commune est de type climat de montagne, selon une étude du Centre national de la recherche scientifique s'appuyant sur une série de données couvrant la période 1971-2000. En 2020, Météo-France publie une typologie des climats de la France métropolitaine dans laquelle la commune est exposée à un climat océanique altéré et est dans la région climatique Lorraine, plateau de Langres, Morvan, caractérisée par un hiver rude (1,5 °C), des vents modérés et des brouillards fréquents en automne et hiver.
Pour la période 1971-2000, la température annuelle moyenne est de 9,6 °C, avec une amplitude thermique annuelle de 15,3 °C. Le cumul annuel moyen de précipitations est de 1 042 mm, avec 13,7 jours de précipitations en janvier et 9,9 jours en juillet. Pour la période 1991-2020, la température moyenne annuelle observée sur la station météorologique de Météo-France la plus proche, « Charleville-Méz. », sur la commune de Charleville-Mézières à 5 km à vol d'oiseau, est de 9,9 °C et le cumul annuel moyen de précipitations est de 928,4 mm. 
La température maximale relevée sur cette station est de 39,2 °C, atteinte le 25 juillet 2019 ; la température minimale est de −17,5 °C, atteinte le 1er janvier 1997,,.
Les paramètres climatiques de la commune ont été estimés pour le milieu du siècle (2041-2070) selon différents scénarios d'émission de gaz à effet de serre à partir des nouvelles projections climatiques de référence DRIAS-2020. Ils sont consultables sur un site dédié publié par Météo-France en novembre 2022.

## Urbanisme

### Typologie
Au 1er janvier 2024, Houldizy est catégorisée commune rurale à habitat dispersé, selon la nouvelle grille communale de densité à 7 niveaux définie par l'Insee en 2022.
Elle est située hors unité urbaine. Par ailleurs la commune fait partie de l'aire d'attraction de Charleville-Mézières, dont elle est une commune de la couronne,. Cette aire, qui regroupe 132 communes, est catégorisée dans les aires de 50 000 à moins de 200 000 habitants,.

### Occupation des sols

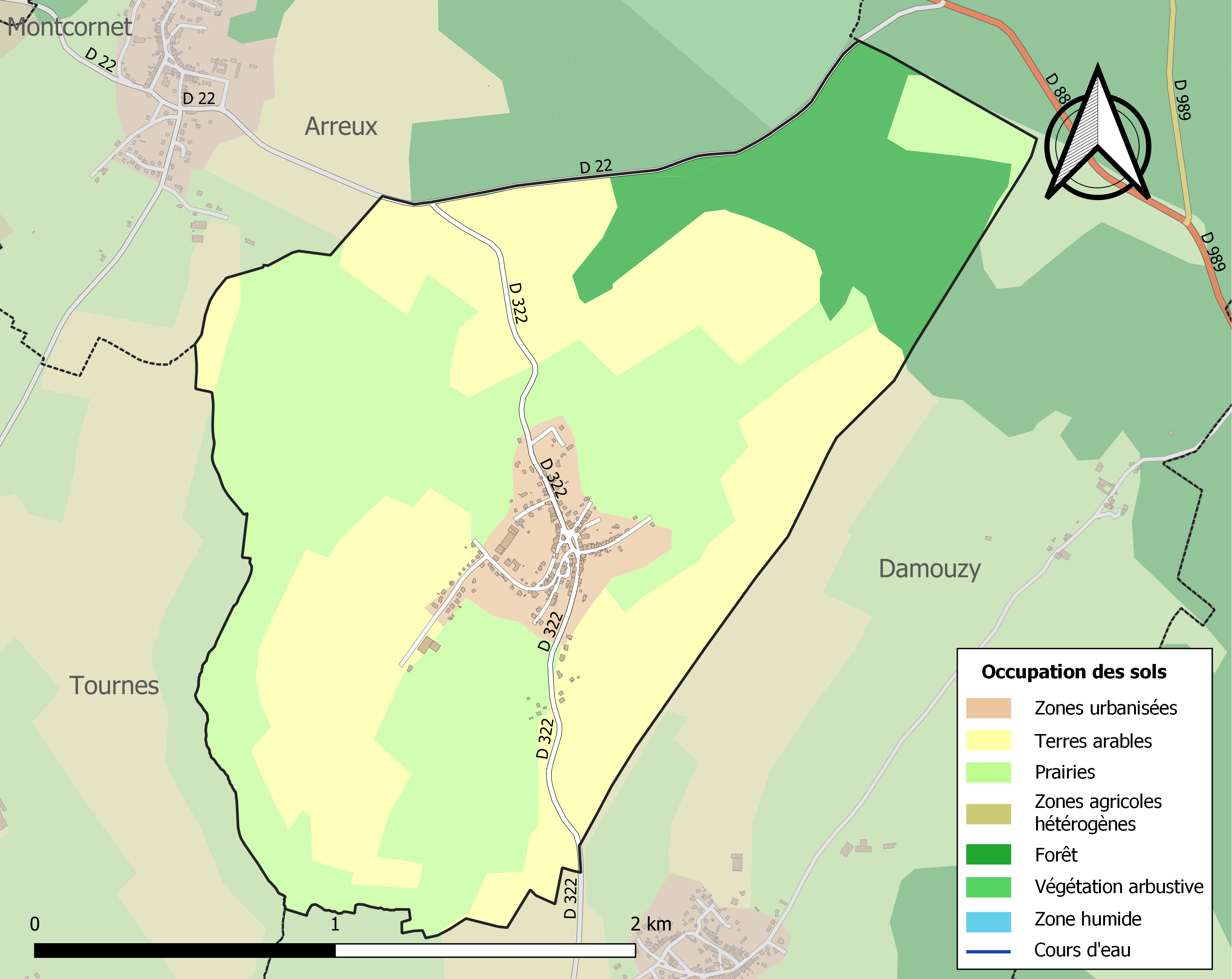
Carte des infrastructures et de l'occupation des sols de la commune en 2018 (CLC).

L'occupation des sols de la commune, telle qu'elle ressort de la base de données européenne d’occupation biophysique des sols Corine Land Cover (CLC), est marquée par l'importance des territoires agricoles (81,3 % en 2018), une proportion sensiblement équivalente à celle de 1990 (81,6 %).
La répartition détaillée en 2018 est la suivante : prairies (42 %), terres arables (39,3 %), forêts (12,9 %), zones urbanisées (5,7 %).
L'évolution de l’occupation des sols de la commune et de ses infrastructures peut être observée sur les différentes représentations cartographiques du territoire : la carte de Cassini (XVIIIe siècle), la carte d'état-major (1820-1866) et les cartes ou photos aériennes de l'IGN pour la période actuelle (1950 à aujourd'hui).

### Habitat et logement
En 2021, le nombre total de logements dans la commune était de 164, alors qu'il était de 162 en 2016 et de 144 en 2011.
Parmi ces logements, 92,1 % étaient des résidences principales, 2,4 % des résidences secondaires et 5,5 % des logements vacants. Ces logements étaient pour 92,8 % d'entre eux des maisons individuelles et pour 7,2 % des appartements.
Le tableau ci-dessous présente la typologie des logements à Houldizy en 2021 en comparaison avec celle des Ardennes et de la France entière. Une caractéristique marquante du parc de logements est ainsi la faible proportion des résidences secondaires et logements occasionnels (2,4 %) par rapport au département (3,7 %) et à la France entière (9,7 %). 
| Typologie                                               | Houldizy | Ardennes | France entière |
| ------------------------------------------------------- | -------- | -------- | -------------- |
| Résidences principales (en %)                           | 92,1     | 84,7     | 82,2           |
| Résidences secondaires et logements occasionnels (en %) | 2,4      | 3,7      | 9,7            |
| Logements vacants (en %)                                | 5,5      | 11,6     | 8,1            |

### Voies de communication et transports
La commune est aisément accessible depuis la route nationale 43 et l'ancienne route nationale 389 (actuelle RD 989).

## Politique et administration

### Rattachements administratifs et électoraux

#### Rattachements administratifs
La commune se trouve dans l'arrondissement de Charleville-Mézières du département des Ardennes.
Elle faisait partie depuis 1801 à 1973 du canton de Charleville, année où celui-ci est scindé et la commune rattachée au canton de Charleville-La Houillère. Dans le cadre du redécoupage cantonal de 2014 en France, cette circonscription administrative territoriale a disparu, et le canton n'est plus qu'une circonscription électorale.

#### Rattachements électoraux
Pour les élections départementales, la commune fait partie depuis 2014 du canton de Charleville-Mézières-2.
Pour l'élection des députés, elle fait partie de la deuxième circonscription des Ardennes.

### Intercommunalité
Houldizy était membre de la communauté de communes Val et Plateau d'Ardenne, un établissement public de coopération intercommunale (EPCI) à fiscalité propre créé fin 2003 et auquel la commune avait transféré un certain nombre de ses compétences, dans les conditions déterminées par le code général des collectivités territoriales.
Conformément aux prescriptions de la loi de réforme des collectivités territoriales du 16 décembre 2010, qui a prévu le renforcement et la simplification des intercommunalités et la constitution de structures intercommunales de grande taille, celle-ci a fusionné avec ses voisines pour former, le 1er janvier 2014, la communauté d'agglomération dénommée Ardenne Métropole, dont est désormais membre la commune.

### Liste des maires
| Période                                  | Période                    | Identité     | Étiquette | Qualité                        |
| ---------------------------------------- | -------------------------- | ------------ | --------- | ------------------------------ |
| Les données manquantes sont à compléter. |                            |              |           |                                |
|                                          |                            |              |           |                                |
| avant 1875                               | après 1875                 | M. Pierquin  |           |                                |
|                                          |                            |              |           |                                |
| juin 1995                                | En cours (au 17 juin 2024) | Gérard Calvi | PS        | Réélu pour le mandat 2020-2026 |

### Jumelages

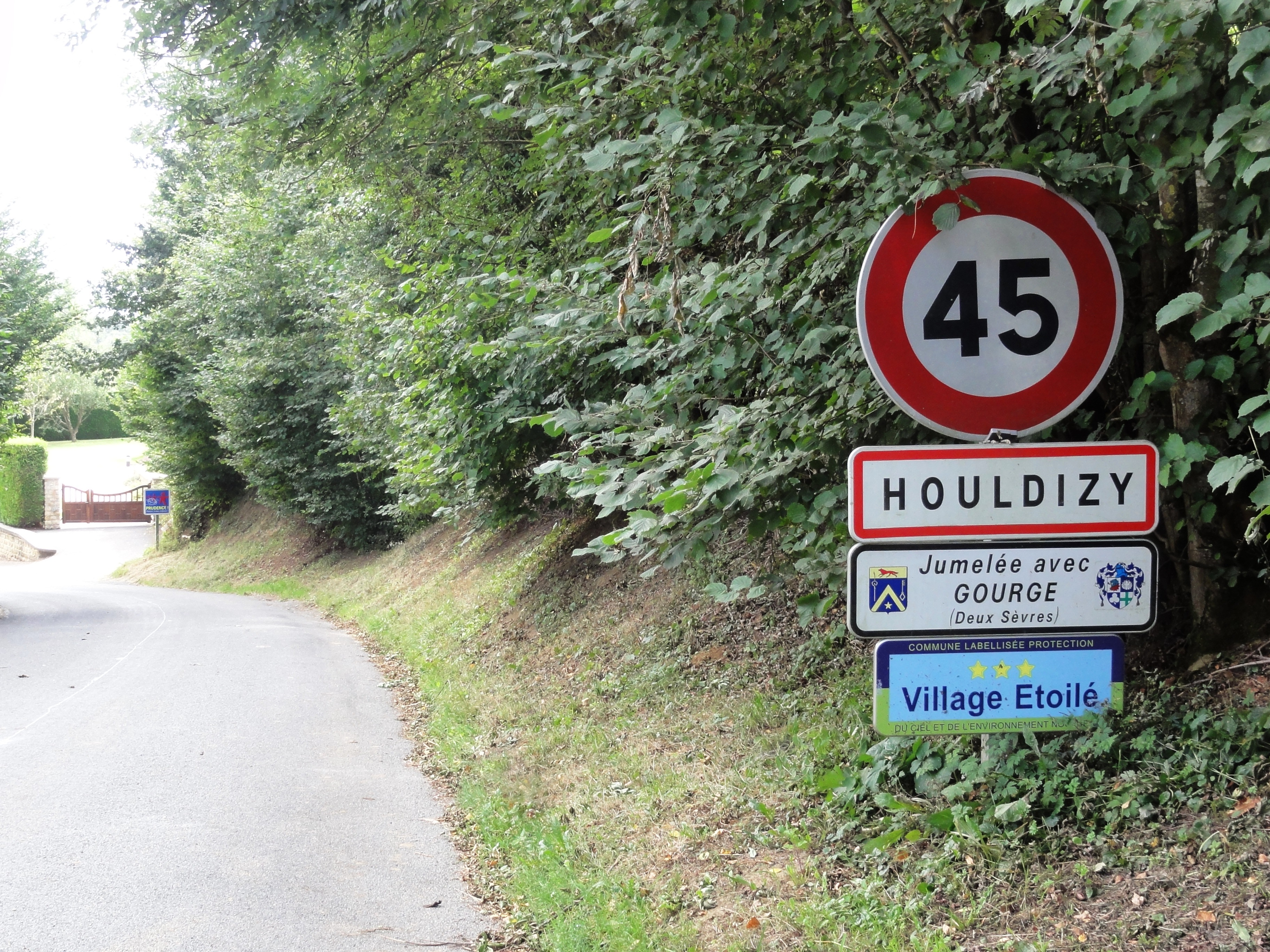

- Gourgé (France) depuis 2005.

## Équipements et services publics

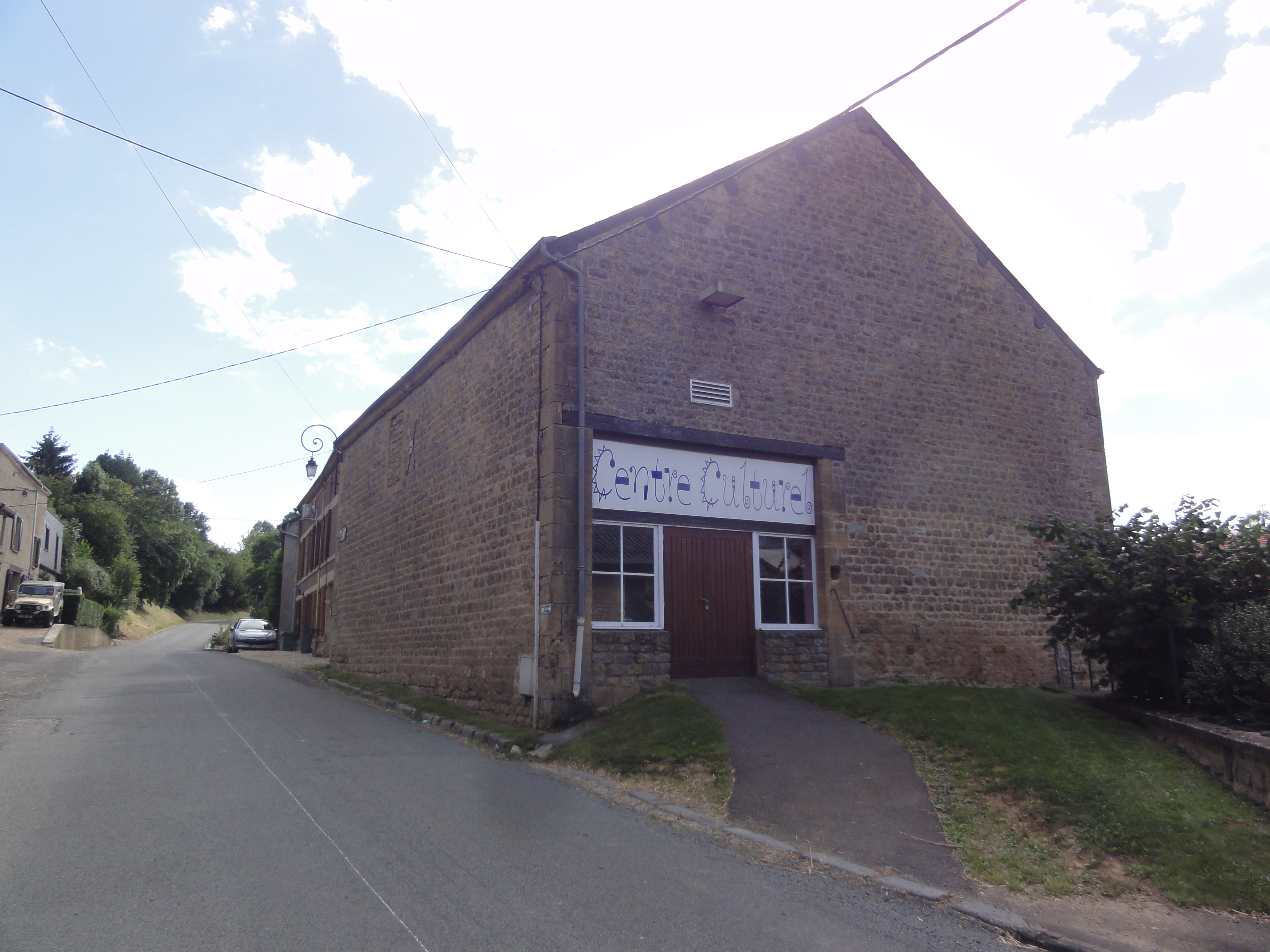
Centre culturel.
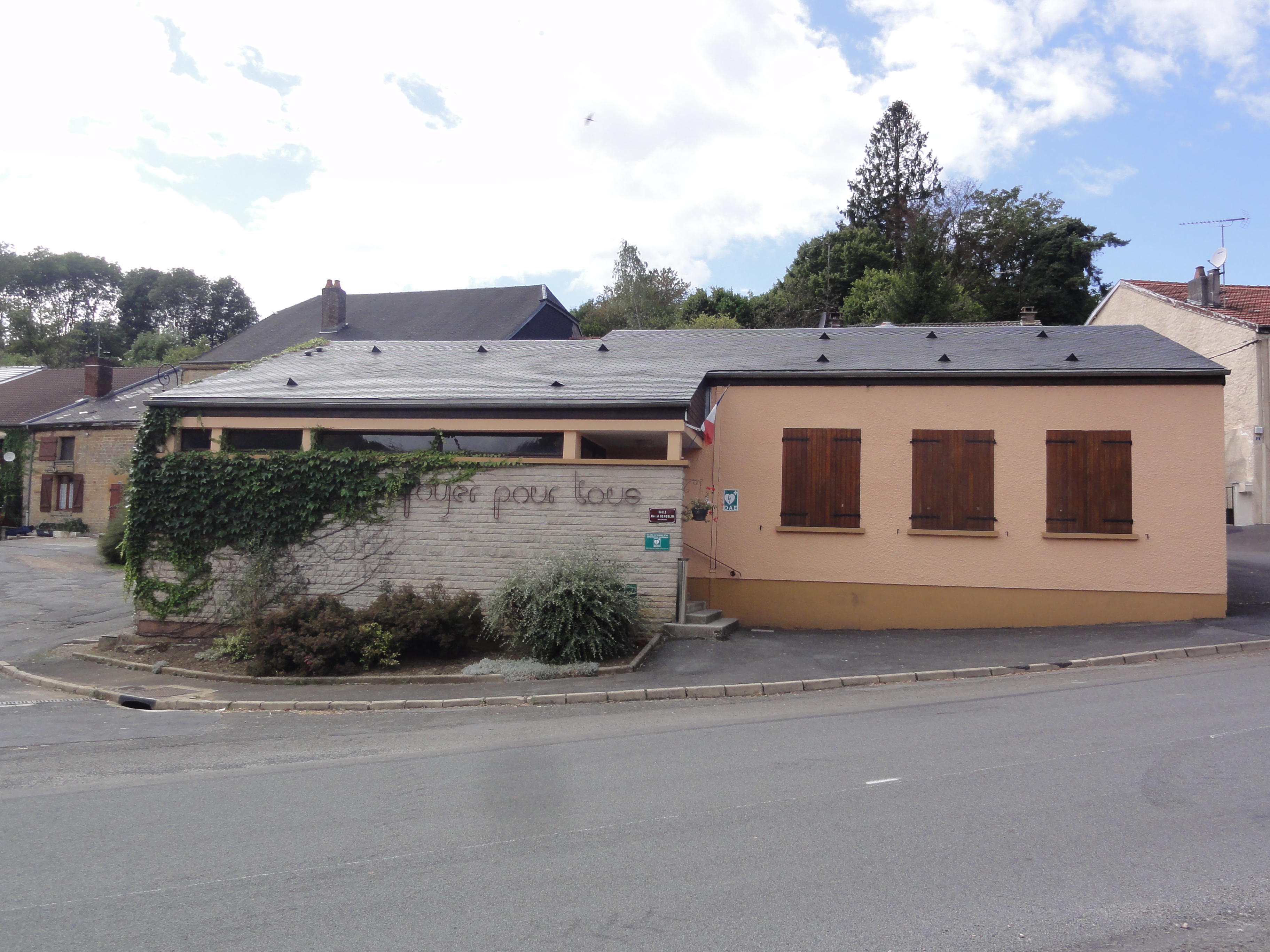
Maison pour tous.

## Population et société

### Démographie
L'évolution du nombre d'habitants est connue à travers les recensements de la population effectués dans la commune depuis 1793. Pour les communes de moins de 10 000 habitants, une enquête de recensement portant sur toute la population est réalisée tous les cinq ans, les populations de référence des années intermédiaires étant quant à elles estimées par interpolation ou extrapolation. Pour la commune, le premier recensement exhaustif entrant dans le cadre du nouveau dispositif a été réalisé en 2004.

En 2022, la commune comptait 404 habitants, en évolution de +10,38 % par rapport à 2016 (Ardennes : −2,97 %, France hors Mayotte : +2,11 %).
| 1793 | 1800 | 1806 | 1821 | 1831 | 1836 | 1841 | 1846 | 1851 |
| ---- | ---- | ---- | ---- | ---- | ---- | ---- | ---- | ---- |
| 228  | 241  | 266  | 307  | 335  | 336  | 330  | 346  | 322  |

| 1866 | 1872 | 1876 | 1881 | 1886 | 1891 | 1896 | 1901 | 1906 |
| ---- | ---- | ---- | ---- | ---- | ---- | ---- | ---- | ---- |
| 310  | 285  | 278  | 273  | 290  | 257  | 259  | 244  | 224  |

| 1911 | 1921 | 1926 | 1931 | 1936 | 1946 | 1954 | 1962 | 1968 |
| ---- | ---- | ---- | ---- | ---- | ---- | ---- | ---- | ---- |
| 189  | 170  | 180  | 171  | 181  | 146  | 151  | 171  | 193  |

| 1975 | 1982 | 1990 | 1999 | 2004 | 2006 | 2009 | 2014 | 2019 |
| ---- | ---- | ---- | ---- | ---- | ---- | ---- | ---- | ---- |
| 245  | 279  | 328  | 331  | 350  | 349  | 340  | 376  | 390  |

| 2022 | - | - | - | - | - | - | - | - |
| ---- | - | - | - | - | - | - | - | - |
| 404  | - | - | - | - | - | - | - | - |

### Manifestations culturelles et festivités
Tous les ans, a lieu courant août, le Festival de théâtre de rue[réf. nécessaire].

## Culture locale et patrimoine

### Lieux et monuments
- Église Saint-Luc d'Houldizy.

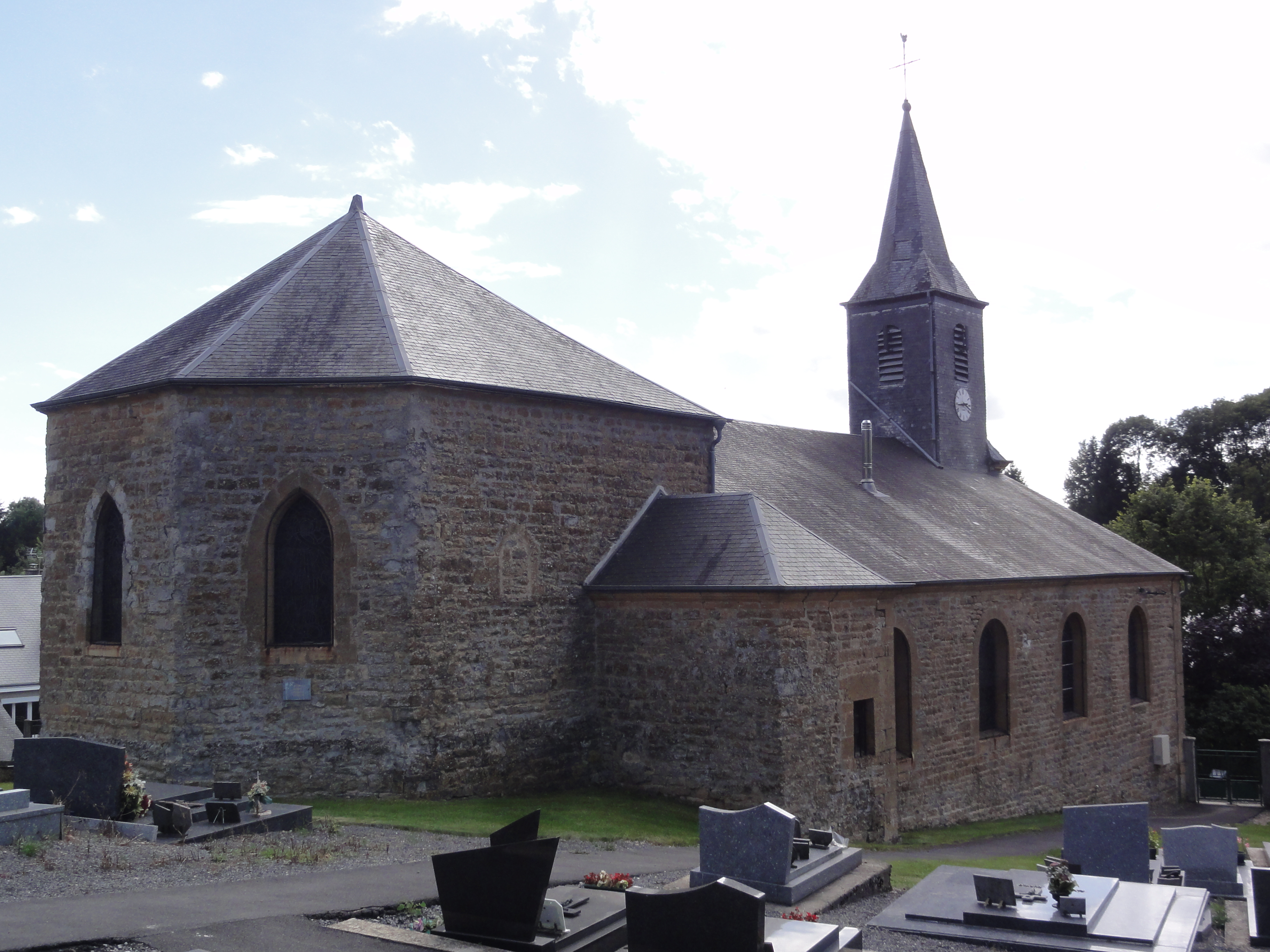
L'église.
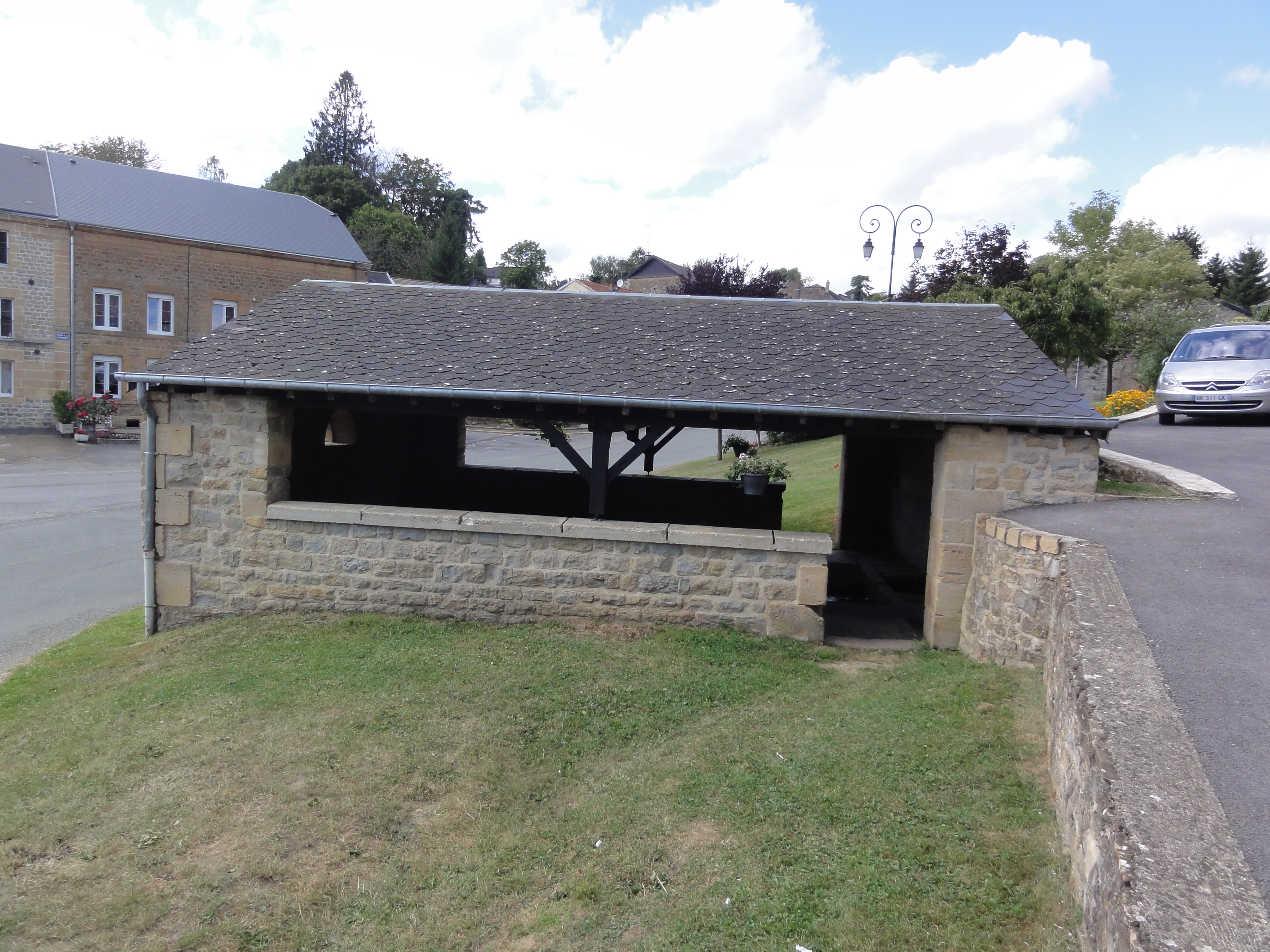
Le lavoir.
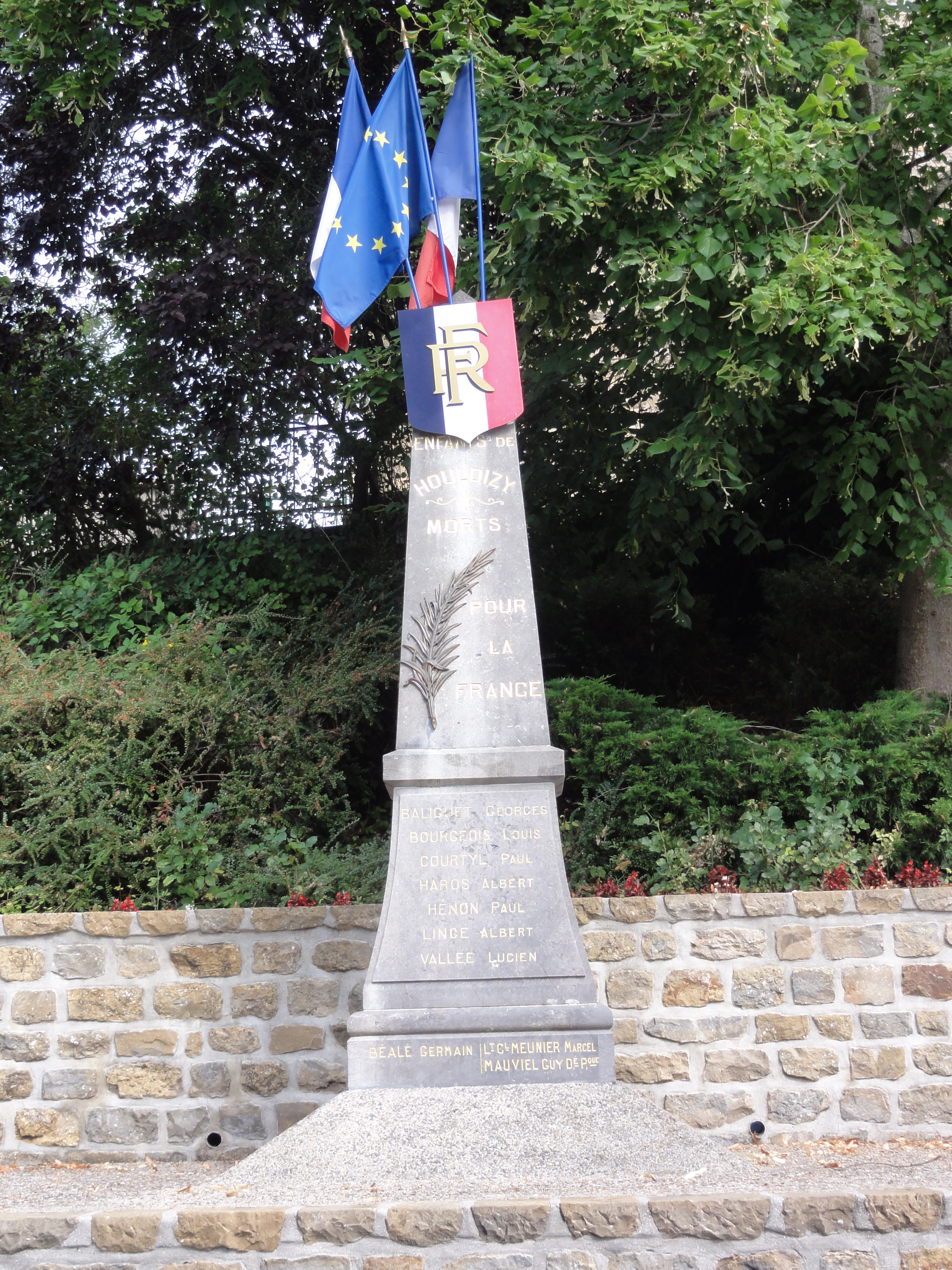
Le monument aux morts.

### Héraldique
| Blason de Houldizy | Blason  | D'azur au chevronnel accompagné en chef à dextre d'une crosse contournée, à senestre d'une clef contournée à double panneton et à l'anneau en losange et en pointe d'une étoile, le tout d'or, au chef du même chargé d'un loup de gueules. |
| Blason de Houldizy | Détails | Le statut officiel du blason reste à déterminer. |

## Pour approfondir